# Szent Gellért tér

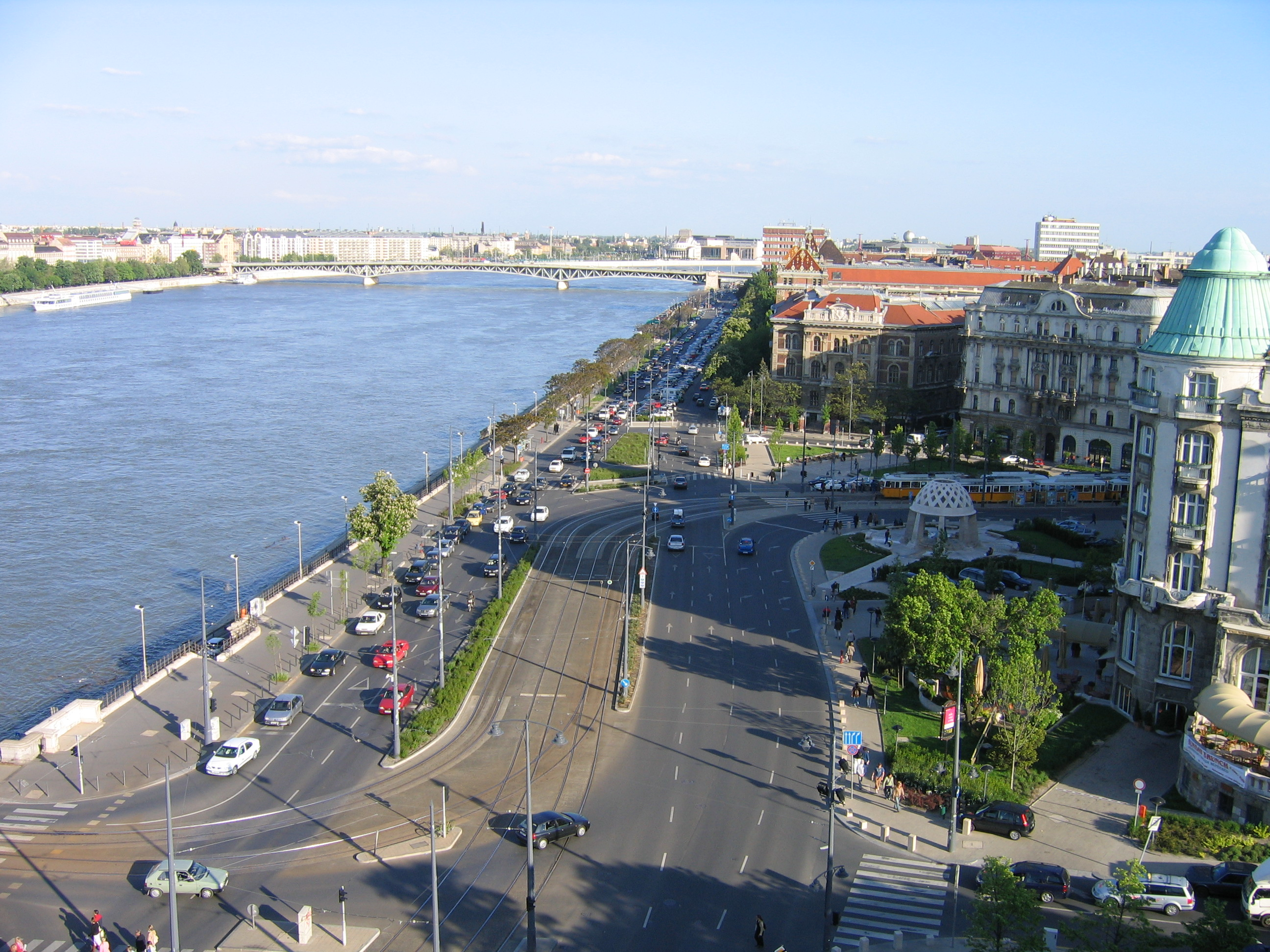
Widok na plac ze Wzgórza Gellerta

Szent Gellért tér (pl. Plac św. Gellerta) - plac położony na zachodnim brzegu Dunaju w centrum Budapesztu. Patronem placu jest Gellert - jeden ze świętych patronów Węgier. Szent Gellért tér leży u stóp Góry Gellerta. Przy północnym skraju placu znajduje się początek Mostu Wolności, który prowadzi na drugi brzeg Dunaju do Pesztu. Przy placu znajduje się ekskluzywny hotel Gellert. Przebiega tedy kilka linii tramwajowych i autobusowych. Znajduje się tutaj stacja linii M4 budapeszteńskiego metra - Szent Gellért tér. 